# Philothée d'Alexandrie
Philothée d'Alexandrie, est un  patriarche melkite d'Alexandrie  de 1435 ? à 1459 ?

## Contexte
Philothée reçu l'invitation à participer au Concile de Florence.